# Dorothy Canfield Fisher
Pour les articles homonymes, voir Canfield et Fisher.
Œuvres principales
- The Brimming Cup (1921)
- The Home-Maker (1924)

Dorothy Canfield Fisher est une romancière américaine, née à Lawrence, Kansas, le 17 février 1879 et morte le 9 novembre 1958 à Arlington dans le Vermont.

## Biographie

### Jeunesse et formation
Dorothea Frances Canfield naît en 1879 à Lawrence, dans l'État du Kansas. Elle est prénommée en hommage à Dorothea Brooke, l'héroïne du roman Middlemarch de la romancière George Eliot. Sa mère, Flavia Camp Canfield, est artiste et écrivain. Son père, James Hulme Canfield, enseigne l'économie politique à l'université du Kansas avant d'être nommé chancelier de l'université du Nebraska à Lincoln en 1891. Dans les années 1890, Dorothy Canfield se lie d'amitié avec Willa Cather, une camarade de classe de son frère aîné. La famille déménage de nouveau et s'établit à Columbus en 1895, lorsque James Hulme Canfield est nommé président de l'université d'État de l'Ohio. Dorothy Canfield y étudie le français et obtient un baccalauréat universitaire (bachelor's degree) en 1899. Elle poursuit ses études à l'université de Paris, avant d'obtenir en 1904 un doctorat (PhD) en langues romanes de l'université Columbia,.

### Carrière littéraire
Dorothy Canfield cosigne un manuel scolaire et ses premières nouvelles sont publiées dans des magazines. Afin de pouvoir assister ses parents âgés, elle décline un poste de professeure adjointe et travaille en tant que secrétaire dans une école expérimentale de New York,. En 1907, elle épouse John Redwood Fisher, lui aussi ancien étudiant à l'université Columbia, qui se destine à l'écriture,. Le premier roman de Canfield, intitulé Gunhild, est publié la même année. Elle s'installe avec son mari à Arlington dans le Vermont,.
Durant la Première Guerre mondiale, John Fisher rejoint l'American volunteer ambulance corps. De 1916 à 1919, son épouse s'installe en France avec leurs deux enfants et participe au secours de guerre. Par la suite, Canfield écrit une dizaine de romans, dont The Brimming Cup et The Home-Maker, qui deviennent des livres à succès durant les années 1920. Elle publie ses œuvres non-fictionnelles sous le nom de Dorothy Fisher,.

### Autres activités
Dorothy Canfield Fisher consacre des ouvrages à la pédagogie Montessori. Elle devient la première femme élue au Conseil de l'éducation de l'État du Vermont (Vermont State Board of Education) et préside l'American Association for Adult Education. Durant vingt-cinq ans, elle fait partie du comité de sélection d'un club de livres, le Book of the Month Club.
Elle est la première femme à recevoir un doctorat honoraire de Dartmouth College.

## Ouvrages

### Romans
- 1907 : Gunhild
- 1912 : The Squirrel-Cage
- 1915 : The Bent Twig
- 1916 : The Real Motive
- 1917 : Understood Betsy
- 1918 : Home Fires in France
- 1919 : The Day of Glory
- 1921 : The Brimming Cup
- 1922 : Rough-Hewn
- 1924 : The Home-Maker
- 1926 : Her Son's Wife
- 1930 : The Deepening Stream
- 1933 : Bonfire
- 1939 : Seasoned Timber